# Любовь с первого взгляда (фильм, 1975)
«Любовь с первого взгляда» (груз. ერთი ნახვით შეყვარება) — комедийный художественный фильм, снятый в 1975 году киностудиями «Грузия-фильм» и «Ленфильм». В авторской версии фильм восстановлен и выпущен на экран в 1988 году.

## Сюжет
Главный герой фильма, 16-летний азербайджанец Мурад Расулов, простой парень, страстный поклонник футбола, влюбился впервые в жизни, да ещё в русскую девушку, которая к тому же старше его на два года и учится в институте. Разница в возрасте и конфликт культур становятся препятствием на пути юноши, которому никто не помогает в безнадёжной, отчаянной борьбе за любовь.
Режиссёр воссоздаёт особую атмосферу города Баку, где живут люди самых разных национальностей, при этом он использует добрый грузинский юмор, в финале оборачивающийся трагическим отчаянием. Фильм, начинающийся как эксцентрическая комедия, постепенно сдвигается к экзистенциалистской драме.

## В ролях
- Вахтанг Панчулидзе — Мурад
- Наталья Юриздицкая — Аня
- Рамаз Чхиквадзе — Акрам, отец Мурада
- Саломе Канчели — Асиад, мать Мурада
- Кахи Кавсадзе — Селим, глухонемой дядя Мурада
- Бухути Закариадзе — дядя Мурада
- Владимир Новиков — Семен Годунов, брат Ани, военнослужащий
- Резо Эсадзе — Барахалов, уличный актёр
- Владимир Носик — Валера, сосед
- Владимир Татосов — Ашот, сосед
- Шариф Кабулов — Абдула, сосед
- Олег Хроменков — сосед-демагог
- Тамара Схиртладзе — Тамара, соседка
- Леван Антадзе — сосед-«Дон Жуан»
- Мария Капнист — волшебница
- Георгий Кавтарадзе — прохожий в канотье с тростью
- Зураб Капианидзе — военком
- Насиба Зейналова — сваха
- Бадри Бегалишвили — Рустам, отец невесты
- Анатолий Абрамов — дворник
- Джемал Гаганидзе — парикмахер (в титрах Д. Гагнидзе)
- Роберт Городецкий — Володя, пассажир поезда
- Валерий Караваев — родственник в сцене сватовства
- Анна Лисянская — Надя
- Давид Папуашвили, Юрий Васадзе, Нодар Пиранишвили — соседи
- Баадур Цуладзе и Юрий Дубровин — садовники

Также в фильме сыграла Валида Хизроева.
В эпизодах: Георгий Матарадзе, Софа Басизаде, Руслан Микаберидзе, Эрмало Маградзе (в титрах И. Маградзе), Нато Гагнидзе, Вахтанг Нинидзе, Нанули Сараджишвили, Сергей Габниа, Садых Гусейнов, Садык Гасанзаде, Леван Джапаридзе, Заза Лебанидзе, Жанри Лолашвили, Рамаз Габечия, Акакий Закариадзе, Галина Омельченко, Лилия Журкина (нет в титрах), Аркадий Пучков, Зинаида Шарко, В. Клубов, О. Ломидзе, К. Асланишвили, Н. Александрова, Л. Надеждин, Д. Наврузов, М. Наврузова, М. Пачалия, Ш. Рзаев.

### Озвучивание
- Зиновий Гердт — читает текст от автора

## Съёмочная группа
- Режиссёр — Резо Эсадзе
- Сценарист — Эдуард Тополь (под псевд. Белла Абрамова)
- Оператор — Юрий Воронцов
- Композитор — Яков Бобохидзе
- Художник — Георгий Кропачёв
- Звукорежиссёры — Геннадий Корховой, Зураб Надарая и Гурам Шубладзе
- Автор текстов песен — Булат Окуджава

## Критика
Мою картину «Любовь с первого взгляда», где не было ни политики, ни социальных проблем, а только любовная история, запретили из-за единственного эпизода. В большом бакинском дворе отец главного героя собирается резать барана, и соседи дают ему по этому поводу разнообразные советы. Один из них выходит на балкон в потертом френче и зачитывает инструкцию, как правильно резать барана. Смешно это выглядело или не очень — не берусь судить, это режиссёрская придумка, в моём сценарии такого не было. Но чиновники из Госкино усмотрели здесь пародию на советского служащего, который, дескать, все делает по бумажке, и потребовали эпизод вырезать. Однако режиссёр фильма Резо Эсадзе заявил: «Нет, я ничего вырезать не буду!» И советское государство, потратившее 240 тысяч рублей на производство картины, не посмело взять ножницы и самолично вырезать эти несчастные 19 метров плёнки, что в подобном случае, даже не задумываясь, сделал бы любой западный продюсер. 

Эдуард Тополь

### Награды
- 1979 — Почётный диплом фильму на XIX МКФ в Картахене (Колумбия).